# Gaizka Mendieta
Gaizka Mendieta Zabala (Bilbao, 27 de março de 1974) é um ex-futebolista espanhol que atuava como meio-campista.

## Carreira

### Clubes
Jogou por muito anos na equipe do Valencia, da Espanha. Também atuou na Itália jogando pela Lazio, retornou à Espanha para jogar pelo Barcelona e depois foi para Inglaterra jogar pelo Middlesbrough, onde se aposentou no ano de 2008.

### Seleção Nacional
Mendieta representou a Seleção Espanhola nas Olimpíadas de 1996. Ele também atuou pela Espanha entre 1999 e 2002, tendo representado o seu país na Copa do Mundo FIFA de 2002, realizada na Coreia do Sul e no Japão.

## Títulos
Valencia
- Copa Intertoto da UEFA: 1998
- Copa do Rei: 1998–99
- Supercopa da Espanha: 1999

Middlesbrough
- Copa da Liga Inglesa: 2003–04

### Prêmios individuais
- Prêmios do Ano da UEFA: Melhor Meia: 1999–00 e 2000–01